# Naja Marie Aidt

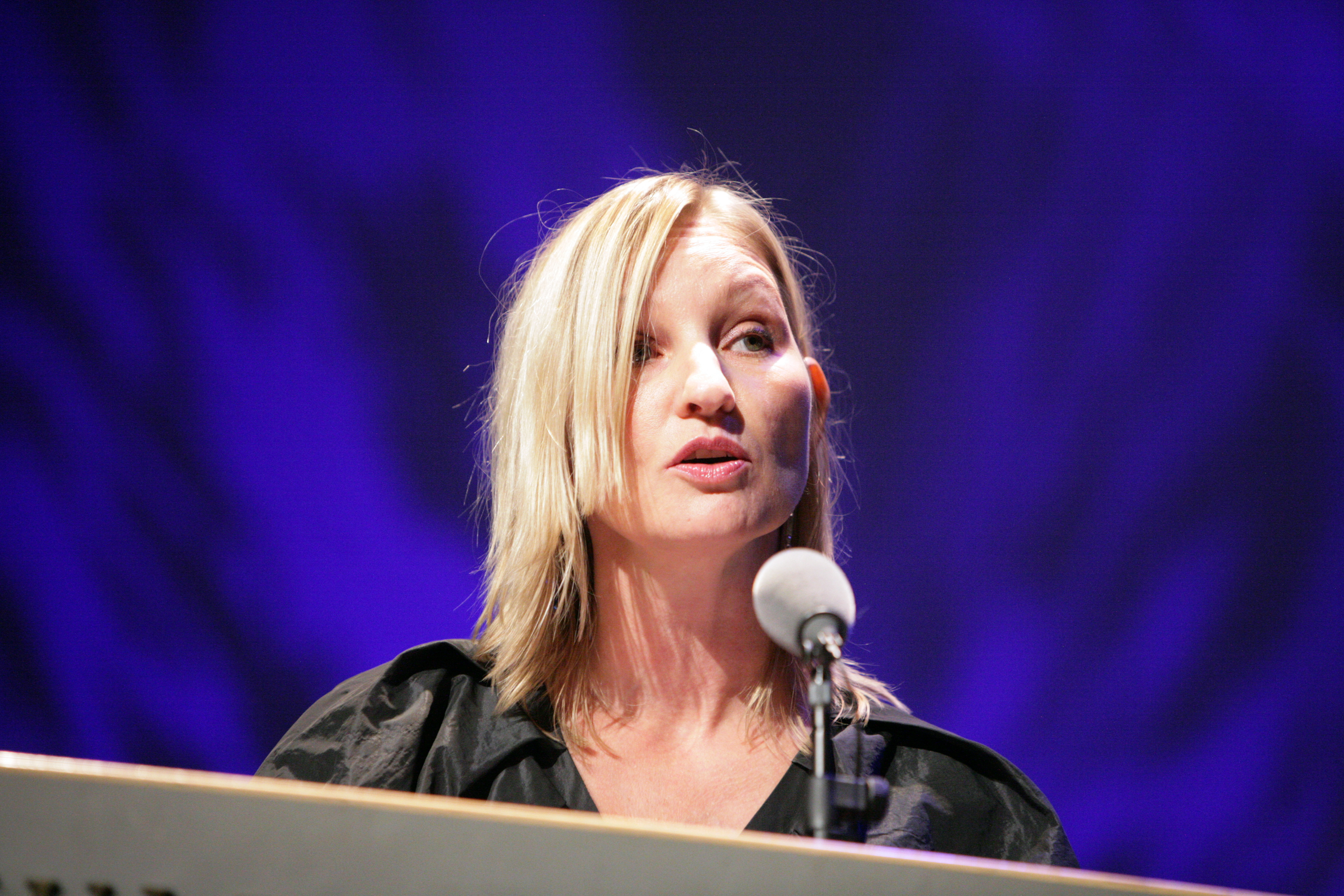
Naja Marie Aidt

Naja Marie Aidt (* 24. Dezember 1963 in Aasiaat, Grönland) ist eine dänische Schriftstellerin.

## Leben
Naja Marie Aidt wuchs in Grönland auf, wo ihr Vater als Lehrer tätig war. 1970 zog die Familie nach Dänemark zurück, nachdem ihr Vater eine Tätigkeit als Lehrer in Kopenhagen aufnahm. Nach der Scheidung der Eltern lebte sie mit ihrer Mutter und deren neuem Ehemann im Kopenhagener Ortsteil Vesterbro. Als Teenager engagierte sie sich im Danmarks Kommunistiske Ungdomforbund, dem Jugendverband der Danmarks Kommunistiske Parti (DKP), und lernte dort die Dramatikerin Line Knutzon kennen. Anschließend zog sie aus dem Elternhaus aus und lebte in den folgenden Jahren mit dem Musiker Martin Heurlin zusammen, mit dem sie drei Söhne hat, die 1982, 1989 und 1991 geboren wurden.
Ihr schriftstellerisches Debüt gab sie 1991 mit dem Gedichtband Så længe jeg er ung. Kurz darauf ließ sie sich von Heurlin scheiden und heiratete den Kameramann Eigil Bryld, mit dem sie einen 2003 geborenen Sohn hat. 1996 erhielt sie das Herman Bang-Stipendium (Herman Bangs Mindelegat) des Dänischen Schriftstellerverbandes (Dansk Forfatterforening).
Neben weiteren Gedichtsammlungen, Novellen wie Vandmærket (1993), Theaterstücken, Liedern und Kinderbüchern verfasste sie auch das Drehbuch für den Film Strings (2005). Ihre Schauspiele wie Tjenende ånder (1998) und Siska (2000) wurde bereits in die Dramenabteilung der Dänischen Königlichen Bibliothek aufgenommen.
Seit 2008 lebt und arbeitet sie in New York City. Zuletzt erschienen von ihr die Gedichtsammlungen Poesibog (2008) und Alting Blinker (2009) sowie 2015 der Roman Rock, Paper, Scissors (auf Deutsch 2017 unter Schere, Stein, Papier). 2021 kam in Deutschland der Band Carls Buch heraus, in dem sie den Tod des eigenen Kindes als einsamen Schmerz umkreist.

## Werke
in deutscher Sprache
- Das Wasserzeichen: Geschichten (Originaltitel Vandmaerket), ISBN 3-928398-28-8, 1995
- Zugang: Geschichten (Originaltitel Tilgang), ISBN 3-928398-83-0, 2003
- Süßigkeiten (Originaltitel Bavian), ISBN 978-3-630-62146-3, 2009
- Schere, Stein, Papier (Originaltitel Rock, Paper, Scissors), ISBN 978-3-630-87426-5, 2017
- Gedichte, in: Hier habt ihr mich. Neue Gedichte aus Dänemark, 2017
- Carls Buch (Originaltitel Har døden taget noget fra dig så giv det tilbage - Carls bog), ISBN 978-3-630-87590-3, 2021

## Auszeichnungen
- 2004: Beatrice-Preis
- 2006: Kritikerprisen für die Novellensammlung Bavian
- 2008: Literaturpreis des Nordischen Rates für die Novellensammlung Bavian
- 2011: Søren-Gyldendal-Preis[2]
- 2017: Weekendavisens litteraturpris für Har døden taget noget fra dig så giv det tilbage
- 2018: Tagea Brandts Rejselegat (deutsch Tagea Brandts Reisestipendium)
- 2022: Nordischer Preis der Schwedischen Akademie